# Duilius bipunctata
Duilius bipunctata är en insektsart som först beskrevs av Franz Xaver Fieber 1866.  Duilius bipunctata ingår i släktet Duilius och familjen kilstritar.
Artens utbredningsområde är Spanien. Inga underarter finns listade i Catalogue of Life.